# Veronika Vitaitė
Veronika Vitaitė (* 8. Februar 1939 in Šiauliai) ist eine litauische Pianistin und Musikpädagogin, Professorin an der Litauischen Musik- und Theaterakademie.

## Leben
Von 1957 bis 1963 absolvierte Veronika Vitaitė das Studium an der Lietuvos muzikos akademija bei Olga Šteinbergaitė und von 1972 bis 1976 die Kunstaspirantur am Gnesin-Institut  in Moskau. Von 1989 bis 1990 bildete sie sich weiter an der Hochschule für Musik und darstellende Kunst Wien. Von 1963 bis 1974 lebte sie in Šiauliai und lehrte an der Šiaulių aukštesnioji muzikos mokykla und am Šiaulių pedagoginis institutas.
Sie lehrt als Professorin im Klavierlehrstuhl an der Musikfakultät der Litauischen Musik- und Theaterakademie. Bis zum 31. August 2009 leitete sie diesen Klavierlehrstuhl. Sie arbeitet als Lehrerin an der Čiurlionis-Kunstschule und an der Balys-Dvarionas-Musikschule in Vilnius.